# Egg Island (ö i Bahamas)
Egg Island är en ö i Bahamas.   Den ligger i distriktet Spanish Wells District, i den nordöstra delen av landet, 70 km nordost om huvudstaden Nassau.